# Francisco Javier Correa Errázuriz
Francisco Javier Bonifacio Hermogenes Correa Errázuriz (Santiago de Chile, 10 de octubre de 1870-Lontué, 14 de junio de 1934) fue un agricultor y diputado chileno.

## Familia

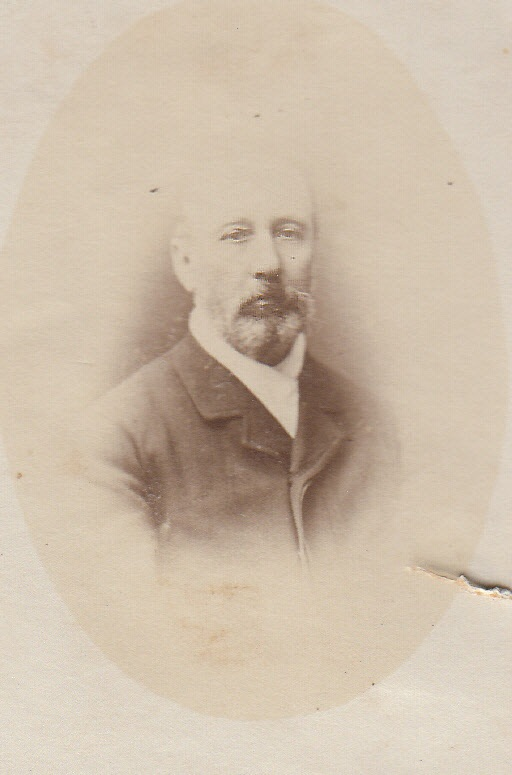
Vicente Correa Albano (1825-1884)

Hijo de Bonifacio Correa Albano y de Mercedes Errázuriz Valdivieso, sería el 4° de 5 hijos. Contrajo matrimonio el 15 de diciembre de 1892 con Luz Pereira Gandarillas, con quien tuvo 8 hijos que fueron Carlos, María, Fernando, Teresa, Luz, que se casaría posteriormente con el diputado Jorge Pereira Lyon;Francisco Javier, Raul Bonifacio y Blanca.
Por su lado paterno es Tataranieto de Juan Albano Pereira Márquez. Es sobrino de José Gregorio y Vicente Correa Albano. sobrino segundo de Elías Fernández Albano, Diego Vergara Correa  yJosé Bonifacio Vergara Correa. y primo de Guillermo Correa Vergara, Pedro Nolasco Cruz Vergara, Luis Correa Vergara y Pedro Correa Ovalle.
Y por su lado materno es Nieto de Francisco Javier Errázuriz Aldunate, Primo de Federico Errázuriz Echaurren y Sobrino de Federico Errázuriz Zañartu, Crescente Errázuriz, Zocimo Errázuriz Valdivieso, y Maximiano Errázuriz Valdivieso

## Estudios
Estudió en el Colegio San Ignacio, terminado sus estudios en Bélgica. Posteriormente estudiaria Filosofia y Humanidades, titulandose en 1890 de la Universidad de Chile.

## Vida privada
Trabajó en la vitivinicultura en la Viña Lontué, la que en su momento fue la viña más grande del mundo de propiedad individual; Setecientas hectáreas plantadas, cuando la segunda, la Château Lafite del Baron Rothschild, apenas contaba con 70. Fundada por su padre en 1875. Modernizó y renovó todos los procesos productivos de la viña , convirtiéndola en un poderoso centro de productivo  y con ellos la modernización en sus servicios de distribución y venta. En 1914 la producción de la viña alcanzaría los ocho millones de litros de vino. Asimismo, poseyó grandes bodegas donde se elaboraban y envejecían los vinos de todas clases, consumidos dentro y fuera del país; estando la dirección técnica en manos de un enólogo francés. En 1925 celebró el cincuentenario de la viña con majestuosas celebraciones, como lo fueron una gran fiesta y la carrera automovilística Santiago-Lontué.
A esta productora de vino en 1914, llegó a trabajar como contador el inmigrante suizo Eduardo Frei Schlinz, padre del posterior presidente de República Eduardo Frei Montalva, entonces de tres años. Frei Montalva hizo sus primeros estudios en la precaria escuela dependiente del fundo de Correa Errázuriz, en cuyos registros, heredados por la actual escuela pública "Presidente Eduardo Frei Montalva", constan las pobres condiciones enseñanza de esos años. En 1920 la familia del futuro mandatario abandonó la zona. Frei Montalva, décadas más tarde, impulsaría en su gobierno el proceso de reforma agraria, hecho que algunos autores relacionan con su experiencia infantil de la situación social del agro chileno.
Gran empresario agrícola, fue dueño de los fundos Lontué (Hogar de la Viña Lontué), Rinconada de Maipú, El Llano, Pulmodón, Entrerríos, Pirgüín, El Manzano y San Ignacio.

## Vida pública
Militante del Partido Conservador. Diputado por Talca, Curepto y Lontue periodo de 1906 a 1909. Integró la Comisión de Industria.
Director de la Asociación de Viticultores Chilenos (Avich)

Parroquia San Bonifacio

En su calidad de cacique político y hacendado local, Francisco Javier Correa Errázuriz construyó entre 1920 y 1926 la parroquia San Bonifacio a poca distancia (una cuadra) de la estación de trenes. Este edificio religioso fue nombrado en honor al padre de su constructor. Actualmente uno de los hitos característicos de la localidad, es un templo católico de estilo neogótico con un púlpito exterior orientado hacia la pequeña plaza ubicada frente a la edificación. Este púlpito externo o balcón, aparentemente destinado a arengar a la población campesina congregada frente a la iglesia, también se halla en el templo de la vecina Molina.

## Muerte
Francisco Javier Correa Errázuriz falleció a los 64 años de edad en la Viña Lontué, 14 de junio de 1934, perteneciente en ese año a la comuna de Molina. Sus restos mortales fueron trasladados a Santiago, sepultado en el mausoleo de la Familia Correa Pereira el 18 de junio de 1934.

## Homenajes
Actualmente posee 2 calles con su nombre 
1. Calle Correa Errázuriz, en la comuna de Pedro Aguirre Cerda en Santiago de Chile
2. Calle Francisco Javier Correa en la localidad de Lontué, comuna de Molina